# K. C. Rivers
Pour les articles homonymes, voir Rivers.
Kelwin Creswell Rivers est un joueur américain de basket-ball, né le 1er mars 1987 à Richmond (Virginie). Il évolue au poste d'ailier ou d'arrière.

## Biographie
Le 29 juin 2010, il rejoint la Chorale de Roanne. Lors de la saison 2010-2011, il est sélectionné au All-Star Game français. Il quitte le club en janvier (alors que Roanne est en tête et favori du championnat de Pro A) pour Bologne.
Il passe la saison 2011-2012 au Lokomotiv Kouban-Krasnodar puis la saison 2012-2013 au BC Khimki Moscou.
En 2013-2014, il commence la saison avec les Bighorns de Reno en D-League et il est annoncé, à la fin du mois de janvier à l'Étoile rouge de Belgrade mais les deux parties n'arrivent pas à un accord.
En août 2014, Rivers signe un contrat d'un an avec le Real Madrid. À l'été 2015, il rejoint le Bayern Munich. En décembre, le Bayern est éliminé de l'Euroligue et Rivers repart au Real, toujours qualifié pour la compétition continentale. Il y signe un contrat jusqu'à la fin de la saison.
En juillet 2016, Rivers rejoint le Panathinaïkos avec lequel il signe un contrat d'un an avec une année supplémentaire en option. L'année supplémentaire est activée pour la saison 2017-2018.
En décembre 2018, il rejoint le Pallacanestro Reggiana. Rivers quitte le club en février et rejoint l'Étoile rouge de Belgrade avec un contrat courant jusqu'à la fin de la saison 2018-2019,.
En novembre 2019, Rivers quitte le Real Betis Baloncesto et s'engage avec le Žalgiris Kaunas jusqu'à la fin de la saison 2019-2020.
En juillet 2020, Rivers s'engage pour une saison avec le Zénith Saint-Pétersbourg.
En décembre 2021, Rivers retourne au Bayern Munich pour pallier l'absence sur blessure du meilleur marqueur de l'équipe Darrun Hilliard.

## Palmarès
- Vainqueur de la Ligue adriatique : 2019 avec l'Étoile rouge de Belgrade
- Champion de Serbie 2019 avec l'Étoile rouge de Belgrade
- Champion de Grèce 2017 et 2018 avec le Panathinaïkós
- Vainqueur de la coupe de Grèce 2017 avec le Panathinaïkós
- Vainqueur de l'Euroligue 2014-2015 avec le Real Madrid
- Champion d'Espagne 2015 et 2016 avec le Real Madrid
- Vainqueur de la Coupe du Roi avec le Real Madrid
- Sélectionné au All-Star Game LNB 2010 en tant qu'étranger